# Antalis tibana
Antalis tibana är en blötdjursart som först beskrevs av Nomura 1940.  Antalis tibana ingår i släktet Antalis och familjen Dentaliidae. Inga underarter finns listade i Catalogue of Life.